# Copidosomopsis plethorica
Copidosomopsis plethorica är en stekelart som först beskrevs av Caltagirone 1966.  Copidosomopsis plethorica ingår i släktet Copidosomopsis och familjen sköldlussteklar. Inga underarter finns listade i Catalogue of Life.